# Cymodoce tetrahele
Cymodoce tetrahele är en kräftdjursart som beskrevs av Barnard 1920. Cymodoce tetrahele ingår i släktet Cymodoce och familjen klotkräftor. Inga underarter finns listade i Catalogue of Life.